# Кордайское месторождение красного гранита
Кордайское месторождение красного гранита расположено в Кордайском районе Жамбылской области Казахстана в 17 км к северо-востоку от аула Беткайнар, у подножия горного хребта Киндиктас. Общая площадь месторождения составляет 6,5 км².
Гранит Кордайского месторождения красного цвета. В составе имеются плагиоклаз, кварц, калийный полевой шпат (до 2 5 %) и биотит (3—5 %). Плотность составляет 2500—2740 кг/м³. Предел прочности гранита на сжатие составляет 1060—1950 кг/см², водопроницаемость 0,05—0,3 %. Коэффициент мягкости — 0,56—0,99. Гранитная масса разрезается на плиты 25—80 мм.
Месторождение разведано в 1956 году, добыча гранита начата с 1962 года. Кордайский гранит используется для облицовки домов, зданий, в качестве материала для скульптур.